# 4615 Zinner
4615 Zinner este un asteroid din centura principală, descoperit pe 13 septembrie 1923 de Karl Reinmuth.